# Футбол на летних Олимпийских играх 2012 — квалификация
В соревнованиях по футболу на летних Олимпийских играх 2012 участвовало 16 мужских и 12 женских команд, которые отбирались по результатам различных отборочных турниров.
На Играх в обоих турнирах без отбора участвовала сборная Великобритании.

## Мужчины

### Квалифицированные команды
| Турнир                                                                                | Дата                             | Место проведения | Места | Команды                    |
| ------------------------------------------------------------------------------------- | -------------------------------- | ---------------- | ----- | -------------------------- |
| Принимающая страна                                                                    | —                                | —                | 1     | Великобритания             |
| Отборочный турнир Азии                                                                | 21 сентября 2011 — 14 марта 2012 |                  | 3     | Южная Корея ОАЭ Япония     |
| Отборочный турнир зоны КОНКАКАФ                                                       | 22 марта — 2 апреля 2012         | США              | 2     | Мексика Гондурас           |
| Чемпионат Африки по футболу среди молодёжных команд 2011 (до 23-х лет)                | 26 ноября — 10 декабря 2011      | Марокко          | 3     | Габон Марокко Египет       |
| Чемпионат Европы по футболу среди молодёжных команд 2011                              | 12 июня — 25 июня 2011           | Дания            | 3     | Испания Швейцария Беларусь |
| Отборочный турнир Океании                                                             | 16 марта — 24 марта 2012         | Фиджи            | 1     | Новая Зеландия             |
| Чемпионат Южной Америки по футболу среди молодёжных команд 2011                       | 16 января — 6 февраля 2011       | Перу             | 2     | Бразилия Уругвай           |
| Победитель стыковых матчей между лучшими неквалифицированными командами Азии и Африки | 23 апреля 2012                   | Великобритания   | 1     | Сенегал                    |
| Всего                                                                                 |                                  |                  | 16    |                            |

## Женщины

### Квалифицированные команды
| Турнир                                               | Дата                          | Место проведения | Места | Команды           |
| ---------------------------------------------------- | ----------------------------- | ---------------- | ----- | ----------------- |
| Принимающая страна                                   | —                             | —                | 1     | Великобритания    |
| Отборочный турнир Азии                               | 1 сентября — 11 сентября 2011 | Китай            | 2     | Япония КНДР       |
| Отборочный турнир зоны КОНКАКАФ                      | 19 января — 29 января 2012    | Канада           | 2     | США Канада        |
| Отборочный турнир Африки                             |                               |                  | 2     | ЮАР Камерун       |
| Лучшие европейские команды чемпионата мира 2011      | 26 июня — 17 июля 2011        | Германия         | 2     | Франция Швеция    |
| Отборочный турнир Океании                            | 1 марта — 4 апреля 2012       |                  | 1     | Новая Зеландия    |
| Чемпионат Южной Америки по футболу среди женщин 2010 | 4 ноября — 21 ноября 2010     | Эквадор          | 2     | Бразилия Колумбия |
| Всего                                                |                               |                  | 12    |                   |